# George Bogdan
George Bogdan (cunoscut și ca Gheorghe Bogdan) (n. 18 mai 1859 – d. 1930) a fost un medic legist român, profesor universitar la Facultatea de Medicină și cea de Drept a Universității din Iași, creatorul școlii de medicină legală ieșene.

## Biografie
George Bogdan s-a născut la 18 mai 1859 în Iași, unde a urmat cursul primar și secundar. În 1876, după obținerea bacalaureatului la Liceul Național plecă să studieze medicina la Paris. După susținerea doctoratului, în 1885, se reîntoarce la Iași și profesează ca medic la Spitalul „Sfântul Spiridon”, predând în același timp igiena la Liceul Național.
Din 1891 ocupă postul de profesor de Medicină Legală, mai întâi ca profesor suplinitor, pentru ca din 1892 să fie numit profesor provizoriu iar din 1895 profesor titular, predând această disciplină la facultătile de Medicină și de Drept ale Universității din Iași. A fost, de asemenea, medicul legist al Iașului. Profesorul Bogdan a fost unul dintre primii profesori din România care a abordat în cursurile ținute studenților săi probleme de deontologie. A fost creatorul școlii de medicină legală ieșene si i-a avut drept colaboratori pe N.P. Bălan (1880 - 1961), succesorul său la catedră (1930 - 1952), și Maria Ropală Cickersky.
George Bogdan a fost Decan al Facultății de Medicină și rector al Universității „Al.I. Cuza” între între anii 1907 – 1913. Profesorul Bogdan a fost președintele Societății de medici și naturaliști din Iași între anii 1906 – 1907 și 1909 – 1910 și redactor șef al Buletinului Societății de medici și naturaliști în perioada 1888 – 1900.
Profesorul George Bogdan s-a stins din viață în anul 1930 și a fost înmormîntat la cimitirul „Eternitatea” din Iași.

## Casa George Bogdan (Casa General Berthelot)
În locuința profesorului George Bogdan din Strada 40 de Sfinți (acum Berthelot nr. 18) a fost găzduit generalul francez Henri Mathias Berthelot (1861 - 1931), șef al Misiunii militare franceze în România în cursul Primului Război Mondial. În amintirea acestui episod, în colțul din dreapta al fațadei a fost fixată o placă de marmură cu inscripția:
„Aici a locuit împărtășind durerile noastre cetățeanul român și marele prieten al neamului Generalul Berthelot 1916-1917”
Casa profesorului George Bogdan, cunoscută azi sub numele de „Casa General Henri Mathias Berthelot” a fost inclusă pe Lista monumentelor istorice din județul Iași din anul 2004, având codul de clasificare IS-II-m-B-03741.

## Lucrări publicate
George Bogdan este autorul unor lucrărilor monografice și a numeroase articole și studii de cazuistică medico-legală.

### Monografii
- George Bogdan, Sănătatea și creșterea copiilor școlari. Regule de higienă concernând Internatele, Externatele și Școlarii ce le urmează, Tipografia Națională, Iași, 1895
- Mina Minovici, George Bogdan, Principiile generale de deontologie medicală, București, 1901
- George Bogdan, Colecție de 56 rapoarte medico-legale. Lucrare destinată studenților în medicină din anul al 6-lea de studii. Inst. de Arte Grafice N. V. Ștefăniu & Co., Iași, 1915
- George Bogdan, Séverin Icard, Curs de Medicină Legală, Ed. Cartea Românească, 1921
- George Bogdan, Sarcina, nașterea, avortul i deontologia medicală din punctul de vedere juridic și medico-legal, 1924